# Sernancelhe
Sernancelhe és un municipi portuguès, situat al districte de Viseu, a la regió del Nord i a la Subregió del Douro. L'any 2001 tenia 6.227 habitants. Es divideix en 17 freguesies. Limita al nord amb Tabuaço i São João da Pesqueira, a l'est amb Penedono i Trancoso, al sud amb Aguiar da Beira, al sud-oest amb Sátão i al nord-oest amb Moimenta da Beira.

## Freguesies
- Arnas
- Carregal
- Chosendo
- Cunha
- Escurquela
- Faia
- Ferreirim
- Fonte Arcada
- Freixinho
- Granjal
- Lamosa
- Macieira
- Pensó
- Quintela
- Sarzeda
- Sernancelhe
- Vila da Ponte

## Població
| Població del concelho de Sernancelhe (1801 – 2004) | Població del concelho de Sernancelhe (1801 – 2004) | Població del concelho de Sernancelhe (1801 – 2004) | Població del concelho de Sernancelhe (1801 – 2004) | Població del concelho de Sernancelhe (1801 – 2004) | Població del concelho de Sernancelhe (1801 – 2004) | Població del concelho de Sernancelhe (1801 – 2004) | Població del concelho de Sernancelhe (1801 – 2004) | Població del concelho de Sernancelhe (1801 – 2004) |
| -------------------------------------------------- | -------------------------------------------------- | -------------------------------------------------- | -------------------------------------------------- | -------------------------------------------------- | -------------------------------------------------- | -------------------------------------------------- | -------------------------------------------------- | -------------------------------------------------- |
| 1801                                               | 1849                                               | 1900                                               | 1930                                               | 1960                                               | 1981                                               | 1991                                               | 2001                                               | 2004                                               |
| 2778                                               | 3677                                               | 10758                                              | 9804                                               | 10200                                              | 7499                                               | 7020                                               | 6227                                               | 6150                                               |

## Personatges il·lustres
- Aquilino Ribeiro, escriptor del segle xx.